# Prague 9
Prague 9, officiellement district municipal de Prague (Městská čast Praha 9), est une municipalité de second rang à Prague, en République tchèque. Le district administratif (správní obvod) du même nom comprend les arrondissements municipaux de Prague 9 et de Vysočany, et partie de Libeň, Prosek, Střížkov, Hrdlořezy, Hloubětín et Malešice.